# Стрижень (нижний приток Десны)
Стрижень (укр. Стрижень) — правый приток Десны, протекающий по Черниговскому району Черниговской области Украины. Находится в ведомстве Деснянского бассейнового управления водных ресурсов.

## История
Следы высохшего русла дают основание утверждать, что ещё 100—200 лет назад Стрижень был гораздо длиннее и полноводнее. Об этом свидетельствует большое количество поселений разных времен, найденных археологами вдоль его берегов. Многовековая история Чернигова неразрывно связана со Стрижнем. Город возник именно на берегу Стрижня, который ещё в середине XIX века протекал под самой крепостью и впадал в Десну не там, где сейчас, а несколько ниже. Впервые название реки упоминается в Лаврентьевской летописи, в связи с событиями 1078 года, когда Чернигов был взят в осаду войсками князей Изяслава и Всеволода Ярославичей, а также их сыновей (Ярополка и Владимира Мономаха). По свидетельству летописца, князь с дружиной приступили к восточным воротам от реки Стрижень, пробили ворота и вошли во внешний град.
Примечательно, что в упомянутой летописи (лист 67, оборот) название реки записано как «Стрежень», что также склоняет к мысли о её полноводности, от которой, возможно, и произошло название.
В следующий раз упоминаются «водяные ворота» со стороны реки в описании городских укреплений полковника Янова в 1682 году. В этом случае указывается, что на берегу был нижний острог в котором жили «великого государя ратные люди». Существовали «водяные ворота» и в последующие времена, о чём свидетельствует описание города 1766 года.
Долгое время Стрижень был главным источником, который обеспечивал город питьевой водой. На случай осад, случавшихся в истории Чернигова нередко, со стороны полковой канцелярии (дом Лизогуба на Валу), к реке был вырыт подземный ход, вылазка, просуществовавшая до упразднения крепости и снесения укреплений в конце XVIII века.
В древности, как и сегодня, Стрижень был во многих местах перегорожен плотинами, на которых стояли мельницы. Первое известное письменное упоминание такой мельницы датируется 20 марта 1650 года, и содержится в универсале черниговского полковника Мартына Небабы. Она была построена на так называемой «гноевой плотине» («гнойной плотине»), которая находилась выше по течению от «водяных ворот», примерно в районе дома Якова Лизогуба. В 1773 году «гноева плотина» была снесена наводнением и через 10 лет на её месте построили мост, который не сохранился до наших дней. Известный, и сохранившийся доныне мост, под названием «красный», был возведен на месте, где реку пересекал древний путь, ведущий в северо-восточные территории Киевской Руси. Первое известие о существовании моста относится к 1783 году. В то время это был единственный мост через Стрижень и уже тогда его называли «красным», но не за цвет перил, а по причине его удобства и красоты. В 1916 году был построен бетонный мост, который простоял до 1964 года без изменений. В 1964 году он был укреплен бетонными стойками.

## География
Длина — 24, 32 км. Площадь бассейна — 168 км². Русло реки (отметки уреза воды) в среднем течении (северный пруд в Чернигове) находится на высоте 114,8 м над уровнем моря. Русло в верхнем течении — маловодное и пересыхает, в нижнем (в Чернигове) шириной — 10-40 м. Пойма в нижнем течении шириной 100—150 м. Глубина (в Чернигове) — 0,4 м, в межень — 0,1-0,2 м.
На реке созданы пруды: между селами Халявин и Роище, два в Чернигове. Русло реки в Чернигове урегулировано гидротехническими сооружениями (дамбы напротив улицы Курсанта Еськова, улица 77-й Гвардейской Дивизии, улица Киевская, улица Береговая), не канализировано (не закреплённые берега). В приустьевой части в реку впадает ручей с группой водоёмов, протекающий по лесопарку Кордовка.
Берёт начало на западной окраине села Великие Осняки. Река течёт на юг. Впадает в Десну (на 200-м км от её устья) в городе Чернигов — южнее улицы Береговая.
Притоки (от истока у устью): Черторыйка, безымянные ручьи и балки
Населённые пункты на реке (от истока к устью):
Репкинский район
1. Великие Осняки

Черниговский район
1. Роище
2. Халявин
3. Полуботки

Черниговский горсовет
1. Чернигов (Деснянский район)

На территории Чернигова левый берег реки и акватории двух прудов расположены в границах регионального ландшафтного парка Яловщина, на правом берегу расположены Бульвар реки Стрижень и городской лесопарк Марьина роща, на левом берегу в приустьевой части — городской лесопарк Кордовка. Среднее течение реки (в сёлах Полуботки и Халявин и между ними) и её пойма занята Халявинский заказником.
|                                           |                                                            |                                            |                                           |
| Устье. Южнее улицы Береговая              | Между улицами Береговая и Шевченко                         | Между улицами Шевченко и Гетмана Полуботка | Между проспектом Победы и улицей Киевская |
|                                           |                                                            |                                            |                                           |
| Между улицами Киевская и Героев Чернобыля | Южный пруд в РЛП Яловщина. Севернее улицы Героев Чернобыля | Северный пруд в РЛП Яловщина               | Река в селе Халявин                       |

## Природа
Тут водятся такие рыбы, как карась, окунь, щука, плитка, билизна.

## Экология
Стрижень — один из наиболее неблагоприятных объектов Чернигова, будучи сильно загрязненным. Длина реки до объездной дороги Чернигова 8 км 25 м, из них 2.8 км реки являются чистыми, остальные загрязненные водохранилища. Вредные вещества скапливаются в иле, и местами превышает нормы санитарной станции. Для решения проблемы в советское время здесь был построен водопровод и насосная станция для создания искусственного течения, но тщетно. В 2007 году Черниговский горсовет презентовал технико-экономическое обоснование улучшения состояния реки Стрижень. Расчетная стоимость работ на тот период составила 80 млн. 299 тыс. гривен. Причины загрязнения: нерабочий шахтный водосбор № 1 (в устье Стрижня; загрязнён илом), выход городской ливневой канализации (отвод ливневых вод), на уровне грунтовых вод в реку попадают вредные вещества. Летом 2010 года был отремонтирован шахтный водосбор № 1 и проведены мелиоративные работы в прилегающем водохранилище (от красного моста до устья Стрижня) (путём спуска воды 30 июня).